# Cratere Andal
Andal è un cratere d'impatto presente sulla superficie di Mercurio, a 47,48° di latitudine sud e 37,63° di longitudine ovest. Il suo diametro è pari a 109 km.
Il cratere è dedicato alla poetessa indiana Āṇṭāḷ.